# Tillie
Tillie és el sobrenom de dos murals consistents en una figura d'un nen somrient que van ser pintats en un dels costats de l'edifici Palace Amusements, un històric parc d'atraccions cobert situat a Asbury Park, Nova Jersey, Estats Units. La figura de Tillie es va pintar al voltant de l'hivern de 1955 i 1956. Es desconeix l'origen del nom de Tillie, però pot tractar-se d'una referència a George C. Tilyou, el propietari de Steeplechase Park a Coney Island (Nova York). També hi ha una imatge somrient d'aspecte similar a la senyalització de Steeplechase Park. El mural ha aparegut en nombroses pel·lícules o sèries, com a The Sopranos (en l'episodi "Distorsions"), la revista Weird NJ i en una famosa fotografia de Bruce Springsteen and the E Street Band presa durant els començaments de la formació.
Com moltes altres zones de passejos marítims als Estats Units, com Coney Island, Asbury Park ha caigut pràcticament en l'oblit. El Palace Amusements, construït el 1888, va tancar el 1988, mentre que l'històric edifici està abandonat. Quan es va informar de les intencions d'enderrocar el palau, els habitants de Asbury Park, els seguidors de Tillie i de Springsteen van formar una forta oposició per salvar el mural de Tillie, aturar la demolició o, almenys, salvar la part del mural. Les accions van tenir èxit i el costat esquerre de Tillie va ser salvat. El costat dret va ser demolit. Del 8 a l'11 de juny de 2004, els voluntaris de Save Tillie van eliminar en mural de l'edifici Palace, que va ser enderrocat el juliol de 2004. Tillie i altres murals de l'edifici Palace es traslladaren en un nou edifici.